# Tour des Alpes-Maritimes et du Var 2021
Tour des Alpes-Maritimes et du Var 2021 var den 53. udgave af det franske etapeløb Tour des Alpes-Maritimes et du Var. Cykelløbets tre etaper blev kørt fra 19. februar hvor det starter i Biot, til 21. februar 2021 hvor løbet sluttede i Blausasc. Løbet var en del UCI Europe Tour 2021.
Efter at han vandt tredje og sidste etape, blev italienske Gianluca Brambilla fra Trek-Segafredo samlet vinder af løbet. De sidste to pladser på podiet blev taget af Michael Woods og Bauke Mollema.

## Etaperne
| Etape    | Dato     | Start – Mål         | type              | Afstand (km) | Etapevinder        | Førende rytter     |
| -------- | -------- | ------------------- | ----------------- | ------------ | ------------------ | ------------------ |
| 1. etape | 19. feb. | Biot – Gourdon      | middel bjergetape | 186,8        | Bauke Mollema      | Bauke Mollema      |
| 2. etape | 20. feb. | Fayence – Fayence   | kuperet etape     | 168,9        | Michael Woods      | Michael Woods      |
| 3. etape | 21. feb. | Blausasc – Blausasc | bjergetape        | 136          | Gianluca Brambilla | Gianluca Brambilla |

### 1. etape
| Biot - Gourdon | middel bjergetape | (186,8 km) |

| \| Etaperesultat \| Etaperesultat \| Etaperesultat \| Etaperesultat \| Etaperesultat \| \| Rytter \| Rytter \| Hold \| Tid \| \| \| ------------- \| ----------------- \| ---------------------- \| ------------- \| ------------- \| \| 1. \| Bauke Mollema \| Trek-Segafredo \| 4t 50' 20" \| \| \| 2. \| Greg Van Avermaet \| AG2R Citroën Team \| + 1" \| \| \| 3. \| Valentin Madouas \| Groupama-FDJ \| + 1" \| \| \| 4. \| Michael Woods \| Israel Start-Up Nation \| + 1" \| \| \| 5. \| Giulio Ciccone \| Trek-Segafredo \| + 1" \| \| \| 6. \| Dorian Godon \| AG2R Citroën Team \| + 1" \| \| \| 7. \| Rudy Molard \| Groupama-FDJ \| + 1" \| \| \| 8. \| Jesús Herrada \| Cofidis \| + 1" \| \| \| 9. \| Thibaut Pinot \| Groupama-FDJ \| + 1" \| \| \| 10. \| David Gaudu \| Groupama-FDJ \| + 1" \| \| |                   |                        |            |
| |                   |                        |            |
| Kilde: ProCyclingStats |                   |                        |            |
| Etaperesultat |                   |                        |            |
| Rytter | Rytter            | Hold                   | Tid        |
| 1. | Bauke Mollema     | Trek-Segafredo         | 4t 50' 20" |
| 2. | Greg Van Avermaet | AG2R Citroën Team      | + 1"       |
| 3. | Valentin Madouas  | Groupama-FDJ           | + 1"       |
| 4. | Michael Woods     | Israel Start-Up Nation | + 1"       |
| 5. | Giulio Ciccone    | Trek-Segafredo         | + 1"       |
| 6. | Dorian Godon      | AG2R Citroën Team      | + 1"       |
| 7. | Rudy Molard       | Groupama-FDJ           | + 1"       |
| 8. | Jesús Herrada     | Cofidis                | + 1"       |
| 9. | Thibaut Pinot     | Groupama-FDJ           | + 1"       |
| 10. | David Gaudu       | Groupama-FDJ           | + 1"       |

| \| Samlede stilling \| Samlede stilling \| Samlede stilling \| Samlede stilling \| Samlede stilling \| \| Rytter \| Rytter \| Hold \| Tid \| \| \| ---------------- \| ----------------- \| ---------------------- \| ---------------- \| ---------------- \| \| 1. \| Bauke Mollema \| Trek-Segafredo \| 4t 50' 20" \| \| \| 2. \| Greg Van Avermaet \| AG2R Citroën Team \| + 1" \| \| \| 3. \| Valentin Madouas \| Groupama-FDJ \| + 1" \| \| \| 4. \| Michael Woods \| Israel Start-Up Nation \| + 1" \| \| \| 5. \| Giulio Ciccone \| Trek-Segafredo \| + 1" \| \| \| 6. \| Dorian Godon \| AG2R Citroën Team \| + 1" \| \| \| 7. \| Rudy Molard \| Groupama-FDJ \| + 1" \| \| \| 8. \| Jesús Herrada \| Cofidis \| + 1" \| \| \| 9. \| Thibaut Pinot \| Groupama-FDJ \| + 1" \| \| \| 10. \| David Gaudu \| Groupama-FDJ \| + 1" \| \| |                   |                        |            |
| |                   |                        |            |
| Kilde: ProCyclingStats |                   |                        |            |
| Samlede stilling |                   |                        |            |
| Rytter | Rytter            | Hold                   | Tid        |
| 1. | Bauke Mollema     | Trek-Segafredo         | 4t 50' 20" |
| 2. | Greg Van Avermaet | AG2R Citroën Team      | + 1"       |
| 3. | Valentin Madouas  | Groupama-FDJ           | + 1"       |
| 4. | Michael Woods     | Israel Start-Up Nation | + 1"       |
| 5. | Giulio Ciccone    | Trek-Segafredo         | + 1"       |
| 6. | Dorian Godon      | AG2R Citroën Team      | + 1"       |
| 7. | Rudy Molard       | Groupama-FDJ           | + 1"       |
| 8. | Jesús Herrada     | Cofidis                | + 1"       |
| 9. | Thibaut Pinot     | Groupama-FDJ           | + 1"       |
| 10. | David Gaudu       | Groupama-FDJ           | + 1"       |

### 2. etape
| Fayence - Fayence | kuperet etape | (168,9 km) |

| \| Etaperesultat \| Etaperesultat \| Etaperesultat \| Etaperesultat \| Etaperesultat \| \| Rytter \| Rytter \| Hold \| Tid \| \| \| ------------- \| ----------------- \| ---------------------- \| ------------- \| ------------- \| \| 1. \| Michael Woods \| Israel Start-Up Nation \| 4t 16' 54" \| \| \| 2. \| Bauke Mollema \| Trek-Segafredo \| + 2" \| \| \| 3. \| Jhonatan Narváez \| Ineos Grenadiers \| + 4" \| \| \| 4. \| David Gaudu \| Groupama-FDJ \| + 7" \| \| \| 5. \| Alexis Vuillermoz \| Total Direct Énergie \| + 10" \| \| \| 6. \| Rudy Molard \| Groupama-FDJ \| + 10" \| \| \| 7. \| Ben O'Connor \| AG2R Citroën Team \| + 11" \| \| \| 8. \| Jesús Herrada \| Cofidis \| + 13" \| \| \| 9. \| Arjen Livyns \| Bingoal-WB \| + 13" \| \| \| 10. \| Pavel Sivakov \| Ineos Grenadiers \| + 13" \| \| |                   |                        |            |
| |                   |                        |            |
| Kilde: ProCyclingStats |                   |                        |            |
| Etaperesultat |                   |                        |            |
| Rytter | Rytter            | Hold                   | Tid        |
| 1. | Michael Woods     | Israel Start-Up Nation | 4t 16' 54" |
| 2. | Bauke Mollema     | Trek-Segafredo         | + 2"       |
| 3. | Jhonatan Narváez  | Ineos Grenadiers       | + 4"       |
| 4. | David Gaudu       | Groupama-FDJ           | + 7"       |
| 5. | Alexis Vuillermoz | Total Direct Énergie   | + 10"      |
| 6. | Rudy Molard       | Groupama-FDJ           | + 10"      |
| 7. | Ben O'Connor      | AG2R Citroën Team      | + 11"      |
| 8. | Jesús Herrada     | Cofidis                | + 13"      |
| 9. | Arjen Livyns      | Bingoal-WB             | + 13"      |
| 10. | Pavel Sivakov     | Ineos Grenadiers       | + 13"      |

| \| Samlede stilling \| Samlede stilling \| Samlede stilling \| Samlede stilling \| Samlede stilling \| \| Rytter \| Rytter \| Hold \| Tid \| \| \| ---------------- \| ---------------- \| ---------------------- \| ---------------- \| ---------------- \| \| 1. \| Michael Woods \| Israel Start-Up Nation \| 9t 07' 15" \| \| \| 2. \| Bauke Mollema \| Trek-Segafredo \| + 1" \| \| \| 3. \| David Gaudu \| Groupama-FDJ \| + 7" \| \| \| 4. \| Rudy Molard \| Groupama-FDJ \| + 10" \| \| \| 5. \| Ben O'Connor \| AG2R Citroën Team \| + 11" \| \| \| 6. \| Jesús Herrada \| Cofidis \| + 13" \| \| \| 7. \| Giulio Ciccone \| Trek-Segafredo \| + 13" \| \| \| 8. \| Valentin Madouas \| Groupama-FDJ \| + 13" \| \| \| 9. \| Arjen Livyns \| Bingoal-WB \| + 13" \| \| \| 10. \| Nairo Quintana \| Arkéa-Samsic \| + 13" \| \| |                  |                        |            |
| |                  |                        |            |
| Kilde: ProCyclingStats |                  |                        |            |
| Samlede stilling |                  |                        |            |
| Rytter | Rytter           | Hold                   | Tid        |
| 1. | Michael Woods    | Israel Start-Up Nation | 9t 07' 15" |
| 2. | Bauke Mollema    | Trek-Segafredo         | + 1"       |
| 3. | David Gaudu      | Groupama-FDJ           | + 7"       |
| 4. | Rudy Molard      | Groupama-FDJ           | + 10"      |
| 5. | Ben O'Connor     | AG2R Citroën Team      | + 11"      |
| 6. | Jesús Herrada    | Cofidis                | + 13"      |
| 7. | Giulio Ciccone   | Trek-Segafredo         | + 13"      |
| 8. | Valentin Madouas | Groupama-FDJ           | + 13"      |
| 9. | Arjen Livyns     | Bingoal-WB             | + 13"      |
| 10. | Nairo Quintana   | Arkéa-Samsic           | + 13"      |

### 3. etape
| Blausasc - Blausasc | bjergetape | (136 km) |

| \| Etaperesultat \| Etaperesultat \| Etaperesultat \| Etaperesultat \| Etaperesultat \| \| Rytter \| Rytter \| Hold \| Tid \| \| \| ------------- \| ------------------ \| ---------------------- \| ------------- \| ------------- \| \| 1. \| Gianluca Brambilla \| Trek-Segafredo \| 3t 43' 32" \| \| \| 2. \| Tao Geoghegan Hart \| Ineos Grenadiers \| + 13" \| \| \| 3. \| Ben O'Connor \| AG2R Citroën Team \| + 13" \| \| \| 4. \| Rudy Molard \| Groupama-FDJ \| + 13" \| \| \| 5. \| Valentin Madouas \| Groupama-FDJ \| + 18" \| \| \| 6. \| Jakob Fuglsang \| Astana-Premier Tech \| + 18" \| \| \| 7. \| David Gaudu \| Groupama-FDJ \| + 18" \| \| \| 8. \| Bauke Mollema \| Trek-Segafredo \| + 18" \| \| \| 9. \| Nairo Quintana \| Arkéa-Samsic \| + 18" \| \| \| 10. \| Michael Woods \| Israel Start-Up Nation \| + 18" \| \| |                    |                        |            |
| |                    |                        |            |
| Kilde: ProCyclingStats |                    |                        |            |
| Etaperesultat |                    |                        |            |
| Rytter | Rytter             | Hold                   | Tid        |
| 1. | Gianluca Brambilla | Trek-Segafredo         | 3t 43' 32" |
| 2. | Tao Geoghegan Hart | Ineos Grenadiers       | + 13"      |
| 3. | Ben O'Connor       | AG2R Citroën Team      | + 13"      |
| 4. | Rudy Molard        | Groupama-FDJ           | + 13"      |
| 5. | Valentin Madouas   | Groupama-FDJ           | + 18"      |
| 6. | Jakob Fuglsang     | Astana-Premier Tech    | + 18"      |
| 7. | David Gaudu        | Groupama-FDJ           | + 18"      |
| 8. | Bauke Mollema      | Trek-Segafredo         | + 18"      |
| 9. | Nairo Quintana     | Arkéa-Samsic           | + 18"      |
| 10. | Michael Woods      | Israel Start-Up Nation | + 18"      |

## Resultater

### Samlede stilling
| \| Samlede stilling \| Samlede stilling \| Samlede stilling \| Samlede stilling \| Samlede stilling \| \| Rytter \| Rytter \| Hold \| Tid \| \| \| ---------------- \| ------------------ \| ---------------------- \| ---------------- \| ---------------- \| \| 1. \| Gianluca Brambilla \| Trek-Segafredo \| 12t 51' 00" \| \| \| 2. \| Michael Woods \| Israel Start-Up Nation \| + 5" \| \| \| 3. \| Bauke Mollema \| Trek-Segafredo \| + 6" \| \| \| 4. \| Rudy Molard \| Groupama-FDJ \| + 10" \| \| \| 5. \| Ben O'Connor \| AG2R Citroën Team \| + 11" \| \| \| 6. \| David Gaudu \| Groupama-FDJ \| + 12" \| \| \| 7. \| Valentin Madouas \| Groupama-FDJ \| + 13" \| \| \| 8. \| Jakob Fuglsang \| Astana-Premier Tech \| + 18" \| \| \| 9. \| Nairo Quintana \| Arkéa-Samsic \| + 18" \| \| \| 10. \| Tao Geoghegan Hart \| Ineos Grenadiers \| + 26" \| \| |                    |                        |             |
| |                    |                        |             |
| Kilde: ProCyclingStats |                    |                        |             |
| Samlede stilling |                    |                        |             |
| Rytter | Rytter             | Hold                   | Tid         |
| 1. | Gianluca Brambilla | Trek-Segafredo         | 12t 51' 00" |
| 2. | Michael Woods      | Israel Start-Up Nation | + 5"        |
| 3. | Bauke Mollema      | Trek-Segafredo         | + 6"        |
| 4. | Rudy Molard        | Groupama-FDJ           | + 10"       |
| 5. | Ben O'Connor       | AG2R Citroën Team      | + 11"       |
| 6. | David Gaudu        | Groupama-FDJ           | + 12"       |
| 7. | Valentin Madouas   | Groupama-FDJ           | + 13"       |
| 8. | Jakob Fuglsang     | Astana-Premier Tech    | + 18"       |
| 9. | Nairo Quintana     | Arkéa-Samsic           | + 18"       |
| 10. | Tao Geoghegan Hart | Ineos Grenadiers       | + 26"       |

### Bjergkonkurrencen
| Bjergkonkurrence | Bjergkonkurrence   | Bjergkonkurrence | Bjergkonkurrence | Bjergkonkurrence |
| Rytter           | Rytter             | Hold             | Point            |                  |
| ---------------- | ------------------ | ---------------- | ---------------- | ---------------- |
| 1.               | Martijn Tusveld    | Team DSM         | 25 point         |                  |
| 2.               | Valentin Madouas   | Groupama-FDJ     | 22 point         |                  |
| 3.               | Rudy Molard        | Groupama-FDJ     | 20 point         |                  |
| 4.               | Biniam Girmay      | Delko            | 16 point         |                  |
| 5.               | Gianluca Brambilla | Trek-Segafredo   | 15 point         |                  |

### Pointkonkurrencen
| Pointkonkurrence | Pointkonkurrence | Pointkonkurrence       | Pointkonkurrence | Pointkonkurrence |
| Rytter           | Rytter           | Hold                   | Point            |                  |
| ---------------- | ---------------- | ---------------------- | ---------------- | ---------------- |
| 1.               | Bauke Mollema    | Trek-Segafredo         | 53 point         |                  |
| 2.               | Michael Woods    | Israel Start-Up Nation | 45 point         |                  |
| 3.               | Rudy Molard      | Groupama-FDJ           | 33 point         |                  |
| 4.               | David Gaudu      | Groupama-FDJ           | 29 point         |                  |
| 5.               | Valentin Madouas | Groupama-FDJ           | 28 point         |                  |

### Ungdomskonkurrencen
| Ungdomskonkurrence | Ungdomskonkurrence  | Ungdomskonkurrence | Ungdomskonkurrence | Ungdomskonkurrence |
| Rytter             | Rytter              | Hold               | Tid                |                    |
| ------------------ | ------------------- | ------------------ | ------------------ | ------------------ |
| 1.                 | David Gaudu         | Groupama-FDJ       | 12t 51' 12"        |                    |
| 2.                 | Valentin Madouas    | Groupama-FDJ       | + 1"               |                    |
| 3.                 | Clément Champoussin | AG2R Citroën Team  | + 1' 26"           |                    |
| 4.                 | Michael Storer      | Team DSM           | + 3' 30"           |                    |
| 5.                 | Pavel Sivakov       | Ineos Grenadiers   | + 3' 41"           |                    |

### Holdkonkurrencen
| Holdkonkurrence | Holdkonkurrence     | Holdkonkurrence | Holdkonkurrence |
| Hold            | Hold                | Tid             |                 |
| --------------- | ------------------- | --------------- | --------------- |
| 1.              | Groupama-FDJ        | 38t 33' 35"     |                 |
| 2.              | Astana-Premier Tech | + 5' 34"        |                 |
| 3.              | Ineos Grenadiers    | + 7' 28"        |                 |
| 4.              | Trek-Segafredo      | + 7' 50"        |                 |
| 5.              | AG2R Citroën Team   | + 11' 48"       |                 |

## Hold og ryttere
| UCI WorldTeams (11)- AG2R Citroën Team - Groupama-FDJ - Cofidis - Ineos Grenadiers - Trek-Segafredo - EF Education-Nippo - Astana-Premier Tech - Qhubeka Assos - Team DSM - UAE Team Emirates - Israel Start-Up Nation UCI ProTeams (8)- Arkéa-Samsic - Total Direct Énergie - Delko - B&B Hotels p/b KTM - Alpecin-Fenix - Bingoal-WB - Burgos-BH - Equipo Kern Pharma UCI Kontinentalhold (3)- Saint Michel-Auber 93 - Xelliss-Roubaix Lille Métropole - Swiss Racing |
| |

### Danske ryttere
| Danske ryttere på startlisten |                |                     |           |
| Rygnummer                     | Rytter         | Hold                | Placering |
| 61                            | Magnus Cort    | EF Education-Nippo  | 37        |
| 76                            | Emil Vinjebo   | Team Qhubeka Assos  | 74        |
| 91                            | Jakob Fuglsang | Astana-Premier Tech | 8         |

* DNF = gennemførte ikke

### Startliste
| Arkéa-Samsic ARK | Arkéa-Samsic ARK          | Arkéa-Samsic ARK |
| ---------------- | ------------------------- | ---------------- |
| Nr.              | Rytter                    | Placering        |
| 1                | Nairo Quintana (COL)      | 9.               |
| 2                | Amaury Capiot (BEL)       | 96.              |
| 3                | Miguel Flórez López (COL) | DNF-3            |
| 4                | Élie Gesbert (FRA)        | 71.              |
| 5                | Romain Hardy (FRA)        | DNF-1            |
| 6                | Łukasz Owsian (POL)       | 67.              |

| AG2R Citroën Team ACT | AG2R Citroën Team ACT     | AG2R Citroën Team ACT |
| --------------------- | ------------------------- | --------------------- |
| Nr.                   | Rytter                    | Placering             |
| 11                    | Clément Champoussin (FRA) | 11.                   |
| 12                    | Ben Gastauer (LUX)        | 48.                   |
| 13                    | Dorian Godon (FRA)        | 34.                   |
| 14                    | Ben O'Connor (AUS)        | 5.                    |
| 15                    | Oliver Naesen (BEL)       | 50.                   |
| 16                    | Nans Peters (FRA)         | 78.                   |
| 17                    | Greg Van Avermaet (BEL)   | 44.                   |

| Trek-Segafredo TFS | Trek-Segafredo TFS       | Trek-Segafredo TFS |
| ------------------ | ------------------------ | ------------------ |
| Nr.                | Rytter                   | Placering          |
| 21                 | Bauke Mollema (NED)      | 3.                 |
| 22                 | Julien Bernard (FRA)     | 94.                |
| 23                 | Gianluca Brambilla (ITA) | 1.                 |
| 24                 | Giulio Ciccone (ITA)     | 28.                |
| 25                 | Kenny Elissonde (FRA)    | 33.                |
| 26                 | Juan Pedro López (ESP)   | 36.                |
| 27                 | Toms Skujiņš (LAT)       | 83.                |

| Team DSM DSM | Team DSM DSM             | Team DSM DSM |
| ------------ | ------------------------ | ------------ |
| Nr.          | Rytter                   | Placering    |
| 31           | Martijn Tusveld (NED)    | 47.          |
| 32           | Martin Salmon (GER)      | 115.         |
| 33           | Kevin Vermaerke (USA)    | DNF-3        |
| 34           | Michael Storer (AUS)     | 13.          |
| 35           | Marco Brenner (GER)      | 88.          |
| 36           | Leon Heinschke (GER)     | 103.         |
| 37           | Henri Vandenabeele (BEL) | 69.          |

| Groupama-FDJ GFC | Groupama-FDJ GFC       | Groupama-FDJ GFC |
| ---------------- | ---------------------- | ---------------- |
| Nr.              | Rytter                 | Placering        |
| 41               | Thibaut Pinot (FRA)    | 35.              |
| 42               | Bruno Armirail (FRA)   | 30.              |
| 43               | David Gaudu (FRA)      | 6.               |
| 44               | Simon Guglielmi (FRA)  | 53.              |
| 45               | Valentin Madouas (FRA) | 7.               |
| 46               | Rudy Molard (FRA)      | 4.               |
| 47               | Antoine Duchesne (CAN) | DNF-3            |

| Cofidis COF | Cofidis COF               | Cofidis COF |
| ----------- | ------------------------- | ----------- |
| Nr.         | Rytter                    | Placering   |
| 51          | Jesús Herrada (ESP)       | 24.         |
| 52          | Simon Geschke (GER)       | 40.         |
| 53          | Jempy Drucker (LUX)       | DNF-3       |
| 54          | Christophe Laporte (FRA)  | 61.         |
| 55          | Fernando Barceló (ESP)    | 97.         |
| 56          | Anthony Perez (FRA)       | 32.         |
| 57          | Pierre-Luc Périchon (FRA) | 93.         |

| EF Education-Nippo EFN | EF Education-Nippo EFN | EF Education-Nippo EFN |
| ---------------------- | ---------------------- | ---------------------- |
| Nr.                    | Rytter                 | Placering              |
| 61                     | Magnus Cort (DEN)      | 37.                    |
| 62                     | Simon Carr (GBR)       | 19.                    |
| 63                     | Mitchell Docker (AUS)  | 113.                   |
| 64                     | Julien El Fares (FRA)  | 45.                    |
| 65                     | Jens Keukeleire (BEL)  | 108.                   |
| 66                     | Hideto Nakane (JPN)    | DNF-3                  |
| 67                     | Thomas Scully (NZL)    | 114.                   |

| Qhubeka Assos TQA | Qhubeka Assos TQA       | Qhubeka Assos TQA |
| ----------------- | ----------------------- | ----------------- |
| Nr.               | Rytter                  | Placering         |
| 71                | Fabio Aru (ITA)         | 27.               |
| 72                | Sander Armée (BEL)      | 21.               |
| 73                | Dimitri Claeys (BEL)    | 95.               |
| 74                | Robert Power (AUS)      | 116.              |
| 75                | Emil Vinjebo (DEN)      | 74.               |
| 76                | Simon Clarke (AUS)      | 43.               |
| 77                | Łukasz Wiśniowski (POL) | 111.              |

| Ineos Grenadiers IGD | Ineos Grenadiers IGD     | Ineos Grenadiers IGD |
| -------------------- | ------------------------ | -------------------- |
| Nr.                  | Rytter                   | Placering            |
| 81                   | Geraint Thomas (GBR)     | 26.                  |
| 82                   | Rohan Dennis (AUS)       | 64.                  |
| 83                   | Tao Geoghegan Hart (GBR) | 10.                  |
| 84                   | Jhonatan Narváez (ECU)   | 38.                  |
| 85                   | Tom Pidcock (GBR)        | 52.                  |
| 86                   | Pavel Sivakov (RUS)      | 16.                  |
| 87                   | Dylan van Baarle (NED)   | 65.                  |

| Astana-Premier Tech APT | Astana-Premier Tech APT | Astana-Premier Tech APT |
| ----------------------- | ----------------------- | ----------------------- |
| Nr.                     | Rytter                  | Placering               |
| 91                      | Jakob Fuglsang (DEN)    | 8.                      |
| 92                      | Fabio Felline (ITA)     | 51.                     |
| 93                      | Hugo Houle (CAN)        | 41.                     |
| 94                      | Gorka Izagirre (ESP)    | 12.                     |
| 95                      | Omar Fraile (ESP)       | 60.                     |
| 96                      | Harold Tejada (COL)     | 18.                     |
| 97                      | Manuele Boaro (ITA)     | DNF-3                   |

| UAE Team Emirates UAD | UAE Team Emirates UAD         | UAE Team Emirates UAD |
| --------------------- | ----------------------------- | --------------------- |
| Nr.                   | Rytter                        | Placering             |
| 101                   | Rui Costa (POR) (landevej)    | 54.                   |
| 102                   | Andrés Camilo Ardila (COL)    | 75.                   |
| 103                   | David de la Cruz (ESP)        | 39.                   |
| 104                   | Joe Dombrowski (USA)          | 63.                   |
| 105                   | Ryan Gibbons (RSA) (landevej) | 42.                   |
| 106                   | Aljaksandr Rabusjenka (BLR)   | DNF-3                 |
| 107                   | Cristian Camilo Muñoz (COL)   | 85.                   |

| Israel Start-Up Nation ISN | Israel Start-Up Nation ISN | Israel Start-Up Nation ISN |
| -------------------------- | -------------------------- | -------------------------- |
| Nr.                        | Rytter                     | Placering                  |
| 111                        | Michael Woods (CAN)        | 2.                         |
| 112                        | Sep Vanmarcke (BEL)        | 78.                        |
| 113                        | Patrick Bevin (NZL)        | 100.                       |
| 114                        | Hugo Hofstetter (FRA)      | 84.                        |
| 115                        | Daryl Impey (RSA)          | 70.                        |
| 116                        | Daniel Martin (IRL)        | 15.                        |
| 117                        | Krists Neilands (LAT)      | 57.                        |

| Total Direct Énergie TDE | Total Direct Énergie TDE | Total Direct Énergie TDE |
| ------------------------ | ------------------------ | ------------------------ |
| Nr.                      | Rytter                   | Placering                |
| 121                      | Pierre Latour (FRA)      | DNF-2                    |
| 122                      | Mathieu Burgaudeau (FRA) | 56.                      |
| 123                      | Víctor de la Parte (ESP) | 29.                      |
| 124                      | Fabien Doubey (FRA)      | 81.                      |
| 125                      | Cristián Rodríguez (ESP) | DNF-2                    |
| 126                      | Anthony Turgis (FRA)     | DNF-3                    |
| 127                      | Alexis Vuillermoz (FRA)  | 20.                      |

| Delko DKO | Delko DKO                | Delko DKO |
| --------- | ------------------------ | --------- |
| Nr.       | Rytter                   | Placering |
| 131       | Mauro Finetto (ITA)      | 62.       |
| 132       | Clément Berthet (FRA)    | 77.       |
| 133       | Clément Carisey (FRA)    | DNF-3     |
| 134       | Yacob Debesay (ERI)      | 112.      |
| 135       | José Manuel Díaz (ESP)   | 22.       |
| 136       | Biniam Girmay (ERI)      | 102.      |
| 137       | Mathias Le Turnier (FRA) | DNF-3     |

| B&B Hotels p/b KTM BBK | B&B Hotels p/b KTM BBK | B&B Hotels p/b KTM BBK |
| ---------------------- | ---------------------- | ---------------------- |
| Nr.                    | Rytter                 | Placering              |
| 141                    | Cyril Barthe (FRA)     | 66.                    |
| 142                    | Nicola Bagioli (ITA)   | 76.                    |
| 143                    | Cyril Gautier (FRA)    | 73.                    |
| 144                    | Thibault Ferasse (FRA) | 82.                    |
| 145                    | Jonathan Hivert (FRA)  | 25.                    |
| 146                    | Eliot Lietaer (BEL)    | DNF-3                  |
| 147                    | Quentin Pacher (FRA)   | 58.                    |

| Alpecin-Fenix AFC | Alpecin-Fenix AFC     | Alpecin-Fenix AFC |
| ----------------- | --------------------- | ----------------- |
| Nr.               | Rytter                | Placering         |
| 151               | Xandro Meurisse (BEL) | 55.               |
| 152               | Floris De Tier (BEL)  | 86.               |
| 153               | Otto Vergaerde (BEL)  | DNF-3             |
| 154               | Jimmy Janssens (BEL)  | 23.               |
| 155               | Ben Tulett (GBR)      | 17.               |
| 156               | Petr Vakoč (CZE)      | 46.               |

| Bingoal-WB BWB | Bingoal-WB BWB        | Bingoal-WB BWB |
| -------------- | --------------------- | -------------- |
| Nr.            | Rytter                | Placering      |
| 161            | Jelle Vanendert (BEL) | 59.            |
| 162            | Laurens Huys (BEL)    | 31.            |
| 163            | Arjen Livyns (BEL)    | 14.            |
| 164            | Rémy Mertz (BEL)      | 106.           |
| 165            | Kenny Molly (BEL)     | 49.            |
| 166            | Luc Wirtgen (LUX)     | 89.            |
| 167            | Tom Wirtgen (LUX)     | 104.           |

| Burgos-BH BBH | Burgos-BH BBH            | Burgos-BH BBH |
| ------------- | ------------------------ | ------------- |
| Nr.           | Rytter                   | Placering     |
| 171           | Ángel Madrazo (ESP)      | 109.          |
| 172           | Victor Langellotti (MON) | 80.           |
| 173           | Ander Okamika (ESP)      | 105.          |
| 174           | Óscar Cabedo (ESP)       | 101.          |
| 175           | Jetse Bol (NED)          | 98.           |
| 176           | Pelayo Sánchez (ESP)     | 87.           |
| 177           | Diego Rubio (ESP)        | DNF-3         |

| Equipo Kern Pharma EKP | Equipo Kern Pharma EKP     | Equipo Kern Pharma EKP |
| ---------------------- | -------------------------- | ---------------------- |
| Nr.                    | Rytter                     | Placering              |
| 181                    | Roger Adrià (ESP)          | DNF-3                  |
| 182                    | Urko Berrade (ESP)         | 72.                    |
| 183                    | Iván Moreno (ESP)          | 99.                    |
| 184                    | José Félix Parra (ESP)     | 90.                    |
| 185                    | Jaime Castrillo (ESP)      | DNF-3                  |
| 186                    | Jon Agirre (ESP)           | DNF-3                  |
| 187                    | Carlos García Pierna (ESP) | 110.                   |

| Saint Michel-Auber 93 AUB | Saint Michel-Auber 93 AUB | Saint Michel-Auber 93 AUB |
| ------------------------- | ------------------------- | ------------------------- |
| Nr.                       | Rytter                    | Placering                 |
| 191                       | Stéphane Rossetto (FRA)   | DNS-3                     |
| 192                       | Romain Cardis (FRA)       | DNS-3                     |
| 193                       | Adrien Guillonnet (FRA)   | DNS-3                     |
| 194                       | Baptiste Bleier (FRA)     | DNF-2                     |
| 195                       | Flavien Maurelet (FRA)    | DNS-3                     |
| 197                       | Morne van Niekerk (RSA)   | DNS-3                     |

| Xelliss-Roubaix Lille Métropole XRL | Xelliss-Roubaix Lille Métropole XRL | Xelliss-Roubaix Lille Métropole XRL |
| ----------------------------------- | ----------------------------------- | ----------------------------------- |
| Nr.                                 | Rytter                              | Placering                           |
| 201                                 | Julien Antomarchi (FRA)             | DNF-3                               |
| 202                                 | Mathias De Witte (BEL)              | DNF-2                               |
| 203                                 | Dylan Kowalski (FRA)                | 107.                                |
| 205                                 | Jérémy Leveau (FRA)                 | DNF-3                               |
| 206                                 | Maximilien Picoux (BEL)             | DNF-3                               |
| 207                                 | Maxime Urruty (FRA)                 | DNF-3                               |

| Swiss Racing Academy SRA | Swiss Racing Academy SRA | Swiss Racing Academy SRA |
| ------------------------ | ------------------------ | ------------------------ |
| Nr.                      | Rytter                   | Placering                |
| 211                      | Matthias Reutimann (SUI) | DNF-3                    |
| 212                      | Stuart Balfour (GBR)     | 92.                      |
| 213                      | Aloïs Charrin (FRA)      | 91.                      |
| 214                      | Damian Lüscher (SUI)     | DNF-3                    |
| 215                      | Andrea Mifsud            | 117.                     |
| 216                      | Reto Müller (SUI)        | DNF-3                    |
| 217                      | Yannis Voisard (SUI)     | 68.                      |

| Arkéa-Samsic ARK | Arkéa-Samsic ARK          | Arkéa-Samsic ARK |
| ---------------- | ------------------------- | ---------------- |
| Nr.              | Rytter                    | Placering        |
| 1                | Nairo Quintana (COL)      | 9.               |
| 2                | Amaury Capiot (BEL)       | 96.              |
| 3                | Miguel Flórez López (COL) | DNF-3            |
| 4                | Élie Gesbert (FRA)        | 71.              |
| 5                | Romain Hardy (FRA)        | DNF-1            |
| 6                | Łukasz Owsian (POL)       | 67.              |

| AG2R Citroën Team ACT | AG2R Citroën Team ACT     | AG2R Citroën Team ACT |
| --------------------- | ------------------------- | --------------------- |
| Nr.                   | Rytter                    | Placering             |
| 11                    | Clément Champoussin (FRA) | 11.                   |
| 12                    | Ben Gastauer (LUX)        | 48.                   |
| 13                    | Dorian Godon (FRA)        | 34.                   |
| 14                    | Ben O'Connor (AUS)        | 5.                    |
| 15                    | Oliver Naesen (BEL)       | 50.                   |
| 16                    | Nans Peters (FRA)         | 78.                   |
| 17                    | Greg Van Avermaet (BEL)   | 44.                   |

| Trek-Segafredo TFS | Trek-Segafredo TFS       | Trek-Segafredo TFS |
| ------------------ | ------------------------ | ------------------ |
| Nr.                | Rytter                   | Placering          |
| 21                 | Bauke Mollema (NED)      | 3.                 |
| 22                 | Julien Bernard (FRA)     | 94.                |
| 23                 | Gianluca Brambilla (ITA) | 1.                 |
| 24                 | Giulio Ciccone (ITA)     | 28.                |
| 25                 | Kenny Elissonde (FRA)    | 33.                |
| 26                 | Juan Pedro López (ESP)   | 36.                |
| 27                 | Toms Skujiņš (LAT)       | 83.                |

| Team DSM DSM | Team DSM DSM             | Team DSM DSM |
| ------------ | ------------------------ | ------------ |
| Nr.          | Rytter                   | Placering    |
| 31           | Martijn Tusveld (NED)    | 47.          |
| 32           | Martin Salmon (GER)      | 115.         |
| 33           | Kevin Vermaerke (USA)    | DNF-3        |
| 34           | Michael Storer (AUS)     | 13.          |
| 35           | Marco Brenner (GER)      | 88.          |
| 36           | Leon Heinschke (GER)     | 103.         |
| 37           | Henri Vandenabeele (BEL) | 69.          |

| Groupama-FDJ GFC | Groupama-FDJ GFC       | Groupama-FDJ GFC |
| ---------------- | ---------------------- | ---------------- |
| Nr.              | Rytter                 | Placering        |
| 41               | Thibaut Pinot (FRA)    | 35.              |
| 42               | Bruno Armirail (FRA)   | 30.              |
| 43               | David Gaudu (FRA)      | 6.               |
| 44               | Simon Guglielmi (FRA)  | 53.              |
| 45               | Valentin Madouas (FRA) | 7.               |
| 46               | Rudy Molard (FRA)      | 4.               |
| 47               | Antoine Duchesne (CAN) | DNF-3            |

| Cofidis COF | Cofidis COF               | Cofidis COF |
| ----------- | ------------------------- | ----------- |
| Nr.         | Rytter                    | Placering   |
| 51          | Jesús Herrada (ESP)       | 24.         |
| 52          | Simon Geschke (GER)       | 40.         |
| 53          | Jempy Drucker (LUX)       | DNF-3       |
| 54          | Christophe Laporte (FRA)  | 61.         |
| 55          | Fernando Barceló (ESP)    | 97.         |
| 56          | Anthony Perez (FRA)       | 32.         |
| 57          | Pierre-Luc Périchon (FRA) | 93.         |

| EF Education-Nippo EFN | EF Education-Nippo EFN | EF Education-Nippo EFN |
| ---------------------- | ---------------------- | ---------------------- |
| Nr.                    | Rytter                 | Placering              |
| 61                     | Magnus Cort (DEN)      | 37.                    |
| 62                     | Simon Carr (GBR)       | 19.                    |
| 63                     | Mitchell Docker (AUS)  | 113.                   |
| 64                     | Julien El Fares (FRA)  | 45.                    |
| 65                     | Jens Keukeleire (BEL)  | 108.                   |
| 66                     | Hideto Nakane (JPN)    | DNF-3                  |
| 67                     | Thomas Scully (NZL)    | 114.                   |

| Qhubeka Assos TQA | Qhubeka Assos TQA       | Qhubeka Assos TQA |
| ----------------- | ----------------------- | ----------------- |
| Nr.               | Rytter                  | Placering         |
| 71                | Fabio Aru (ITA)         | 27.               |
| 72                | Sander Armée (BEL)      | 21.               |
| 73                | Dimitri Claeys (BEL)    | 95.               |
| 74                | Robert Power (AUS)      | 116.              |
| 75                | Emil Vinjebo (DEN)      | 74.               |
| 76                | Simon Clarke (AUS)      | 43.               |
| 77                | Łukasz Wiśniowski (POL) | 111.              |

| Ineos Grenadiers IGD | Ineos Grenadiers IGD     | Ineos Grenadiers IGD |
| -------------------- | ------------------------ | -------------------- |
| Nr.                  | Rytter                   | Placering            |
| 81                   | Geraint Thomas (GBR)     | 26.                  |
| 82                   | Rohan Dennis (AUS)       | 64.                  |
| 83                   | Tao Geoghegan Hart (GBR) | 10.                  |
| 84                   | Jhonatan Narváez (ECU)   | 38.                  |
| 85                   | Tom Pidcock (GBR)        | 52.                  |
| 86                   | Pavel Sivakov (RUS)      | 16.                  |
| 87                   | Dylan van Baarle (NED)   | 65.                  |

| Astana-Premier Tech APT | Astana-Premier Tech APT | Astana-Premier Tech APT |
| ----------------------- | ----------------------- | ----------------------- |
| Nr.                     | Rytter                  | Placering               |
| 91                      | Jakob Fuglsang (DEN)    | 8.                      |
| 92                      | Fabio Felline (ITA)     | 51.                     |
| 93                      | Hugo Houle (CAN)        | 41.                     |
| 94                      | Gorka Izagirre (ESP)    | 12.                     |
| 95                      | Omar Fraile (ESP)       | 60.                     |
| 96                      | Harold Tejada (COL)     | 18.                     |
| 97                      | Manuele Boaro (ITA)     | DNF-3                   |

| UAE Team Emirates UAD | UAE Team Emirates UAD         | UAE Team Emirates UAD |
| --------------------- | ----------------------------- | --------------------- |
| Nr.                   | Rytter                        | Placering             |
| 101                   | Rui Costa (POR) (landevej)    | 54.                   |
| 102                   | Andrés Camilo Ardila (COL)    | 75.                   |
| 103                   | David de la Cruz (ESP)        | 39.                   |
| 104                   | Joe Dombrowski (USA)          | 63.                   |
| 105                   | Ryan Gibbons (RSA) (landevej) | 42.                   |
| 106                   | Aljaksandr Rabusjenka (BLR)   | DNF-3                 |
| 107                   | Cristian Camilo Muñoz (COL)   | 85.                   |

| Israel Start-Up Nation ISN | Israel Start-Up Nation ISN | Israel Start-Up Nation ISN |
| -------------------------- | -------------------------- | -------------------------- |
| Nr.                        | Rytter                     | Placering                  |
| 111                        | Michael Woods (CAN)        | 2.                         |
| 112                        | Sep Vanmarcke (BEL)        | 78.                        |
| 113                        | Patrick Bevin (NZL)        | 100.                       |
| 114                        | Hugo Hofstetter (FRA)      | 84.                        |
| 115                        | Daryl Impey (RSA)          | 70.                        |
| 116                        | Daniel Martin (IRL)        | 15.                        |
| 117                        | Krists Neilands (LAT)      | 57.                        |

| Total Direct Énergie TDE | Total Direct Énergie TDE | Total Direct Énergie TDE |
| ------------------------ | ------------------------ | ------------------------ |
| Nr.                      | Rytter                   | Placering                |
| 121                      | Pierre Latour (FRA)      | DNF-2                    |
| 122                      | Mathieu Burgaudeau (FRA) | 56.                      |
| 123                      | Víctor de la Parte (ESP) | 29.                      |
| 124                      | Fabien Doubey (FRA)      | 81.                      |
| 125                      | Cristián Rodríguez (ESP) | DNF-2                    |
| 126                      | Anthony Turgis (FRA)     | DNF-3                    |
| 127                      | Alexis Vuillermoz (FRA)  | 20.                      |

| Delko DKO | Delko DKO                | Delko DKO |
| --------- | ------------------------ | --------- |
| Nr.       | Rytter                   | Placering |
| 131       | Mauro Finetto (ITA)      | 62.       |
| 132       | Clément Berthet (FRA)    | 77.       |
| 133       | Clément Carisey (FRA)    | DNF-3     |
| 134       | Yacob Debesay (ERI)      | 112.      |
| 135       | José Manuel Díaz (ESP)   | 22.       |
| 136       | Biniam Girmay (ERI)      | 102.      |
| 137       | Mathias Le Turnier (FRA) | DNF-3     |

| B&B Hotels p/b KTM BBK | B&B Hotels p/b KTM BBK | B&B Hotels p/b KTM BBK |
| ---------------------- | ---------------------- | ---------------------- |
| Nr.                    | Rytter                 | Placering              |
| 141                    | Cyril Barthe (FRA)     | 66.                    |
| 142                    | Nicola Bagioli (ITA)   | 76.                    |
| 143                    | Cyril Gautier (FRA)    | 73.                    |
| 144                    | Thibault Ferasse (FRA) | 82.                    |
| 145                    | Jonathan Hivert (FRA)  | 25.                    |
| 146                    | Eliot Lietaer (BEL)    | DNF-3                  |
| 147                    | Quentin Pacher (FRA)   | 58.                    |

| Alpecin-Fenix AFC | Alpecin-Fenix AFC     | Alpecin-Fenix AFC |
| ----------------- | --------------------- | ----------------- |
| Nr.               | Rytter                | Placering         |
| 151               | Xandro Meurisse (BEL) | 55.               |
| 152               | Floris De Tier (BEL)  | 86.               |
| 153               | Otto Vergaerde (BEL)  | DNF-3             |
| 154               | Jimmy Janssens (BEL)  | 23.               |
| 155               | Ben Tulett (GBR)      | 17.               |
| 156               | Petr Vakoč (CZE)      | 46.               |

| Bingoal-WB BWB | Bingoal-WB BWB        | Bingoal-WB BWB |
| -------------- | --------------------- | -------------- |
| Nr.            | Rytter                | Placering      |
| 161            | Jelle Vanendert (BEL) | 59.            |
| 162            | Laurens Huys (BEL)    | 31.            |
| 163            | Arjen Livyns (BEL)    | 14.            |
| 164            | Rémy Mertz (BEL)      | 106.           |
| 165            | Kenny Molly (BEL)     | 49.            |
| 166            | Luc Wirtgen (LUX)     | 89.            |
| 167            | Tom Wirtgen (LUX)     | 104.           |

| Burgos-BH BBH | Burgos-BH BBH            | Burgos-BH BBH |
| ------------- | ------------------------ | ------------- |
| Nr.           | Rytter                   | Placering     |
| 171           | Ángel Madrazo (ESP)      | 109.          |
| 172           | Victor Langellotti (MON) | 80.           |
| 173           | Ander Okamika (ESP)      | 105.          |
| 174           | Óscar Cabedo (ESP)       | 101.          |
| 175           | Jetse Bol (NED)          | 98.           |
| 176           | Pelayo Sánchez (ESP)     | 87.           |
| 177           | Diego Rubio (ESP)        | DNF-3         |

| Equipo Kern Pharma EKP | Equipo Kern Pharma EKP     | Equipo Kern Pharma EKP |
| ---------------------- | -------------------------- | ---------------------- |
| Nr.                    | Rytter                     | Placering              |
| 181                    | Roger Adrià (ESP)          | DNF-3                  |
| 182                    | Urko Berrade (ESP)         | 72.                    |
| 183                    | Iván Moreno (ESP)          | 99.                    |
| 184                    | José Félix Parra (ESP)     | 90.                    |
| 185                    | Jaime Castrillo (ESP)      | DNF-3                  |
| 186                    | Jon Agirre (ESP)           | DNF-3                  |
| 187                    | Carlos García Pierna (ESP) | 110.                   |

| Saint Michel-Auber 93 AUB | Saint Michel-Auber 93 AUB | Saint Michel-Auber 93 AUB |
| ------------------------- | ------------------------- | ------------------------- |
| Nr.                       | Rytter                    | Placering                 |
| 191                       | Stéphane Rossetto (FRA)   | DNS-3                     |
| 192                       | Romain Cardis (FRA)       | DNS-3                     |
| 193                       | Adrien Guillonnet (FRA)   | DNS-3                     |
| 194                       | Baptiste Bleier (FRA)     | DNF-2                     |
| 195                       | Flavien Maurelet (FRA)    | DNS-3                     |
| 197                       | Morne van Niekerk (RSA)   | DNS-3                     |

| Xelliss-Roubaix Lille Métropole XRL | Xelliss-Roubaix Lille Métropole XRL | Xelliss-Roubaix Lille Métropole XRL |
| ----------------------------------- | ----------------------------------- | ----------------------------------- |
| Nr.                                 | Rytter                              | Placering                           |
| 201                                 | Julien Antomarchi (FRA)             | DNF-3                               |
| 202                                 | Mathias De Witte (BEL)              | DNF-2                               |
| 203                                 | Dylan Kowalski (FRA)                | 107.                                |
| 205                                 | Jérémy Leveau (FRA)                 | DNF-3                               |
| 206                                 | Maximilien Picoux (BEL)             | DNF-3                               |
| 207                                 | Maxime Urruty (FRA)                 | DNF-3                               |

| Swiss Racing Academy SRA | Swiss Racing Academy SRA | Swiss Racing Academy SRA |
| ------------------------ | ------------------------ | ------------------------ |
| Nr.                      | Rytter                   | Placering                |
| 211                      | Matthias Reutimann (SUI) | DNF-3                    |
| 212                      | Stuart Balfour (GBR)     | 92.                      |
| 213                      | Aloïs Charrin (FRA)      | 91.                      |
| 214                      | Damian Lüscher (SUI)     | DNF-3                    |
| 215                      | Andrea Mifsud            | 117.                     |
| 216                      | Reto Müller (SUI)        | DNF-3                    |
| 217                      | Yannis Voisard (SUI)     | 68.                      |